# Copa de Clubes de Asia 1995
La Copa de Clubes de Asia de 1995 fue la 15.ª edición del torneo de fútbol a nivel de clubes más importante de Asia organizado por la AFC.
El Ilhwa Chunma de Corea del Sur venció en la final al Al-Nasr de Arabia Saudita para ganar el título por primera vez.

## Primera Ronda

### Asia Occidental
| Equipo 1            | Agr.     | Equipo 2              | Ida | Vuelta |
| ------------------- | -------- | --------------------- | --- | ------ |
| FK Neftchi Farg'ona | 4-5      | Yelimay Semipalatinsk | 3-1 | 1-4    |
| Seeb                | 0-4      | Al-Salmiya SC         | 0-0 | 0-4    |
| Al-Shabab           | 2-2 (v.) | Al-Ansar              | 2-1 | 0-1    |
| Köpetdag Aşgabat    | 6-2      | Kant-Oil Kant         | 6-0 | 0-2    |
| Al-Zawraa           | 5-2      | Al-Wihdat             | 3-1 | 2-1    |
| Al-Arabi            | w/o1     | Campeón de Bahrain    |     |        |
| Al-Nassr            | w/o2     | Equipo de Palestina   |     |        |
| Saipa               | w/o3     | Equipo de Tayikistán  |     |        |

1 el campeón de Baréin abandonó el torneo. 

2 Palestina no mandó un equipo. 

3 Tayikistán no mandó un equipo.

### Asia Oriental
| Local                | Resultado | Visita          | Ida | Vuelta |
| -------------------- | --------- | --------------- | --- | ------ |
| Mohun Bagan AC       | 2-2 (v.)  | Club Valencia   | 2-1 | 0-1    |
| Verdy Kawasaki       | 6-0       | Eastern AA      | 3-0 | 3-0    |
| Pasay City           | 17-2      | Tumon Taivon    | 7-0 | 10-2   |
| Persib Bandung       | 2-1       | Bangkok Bank FC | 2-0 | 0-1    |
| Crescent Textile     | 5-1       | Saunders SC     | 2-1 | 3-01   |
| Ilhwa Chunma         | 8-0       | GD Lam Pak      | 5-0 | 3-02   |
| Cảng Sài Gòn         | w/o3      | Pahang FA       |     |        |
| Thai Farmers Bank FC | w/o4      | Equipo de China |     |        |

1el Saunders SC abandonó el torneo después del primera partido. 

2el GD Lam Pak abandonó el torneo después del primera partido. 

3el Cảng Sài Gòn abandonó el torneo. 

4  China y  Corea del Norte no enviaron un equipo.

## Segunda Ronda

### Asia Occidental
| Equipo 1              | Agr. | Equipo 2         | Ida | Vuelta |
| --------------------- | ---- | ---------------- | --- | ------ |
| Saipa                 | 4-2  | Al-Salmiya SC    | 2-1 | 2-1    |
| Al-Ansar              | 1-6  | Köpetdag Aşgabat | 1-1 | 0-5    |
| Al-Zawraa             | 3-4  | Al-Arabi         | 2-1 | 1-3    |
| Yelimay Semipalatinsk | 0-4  | Al-Nassr         | 0-1 | 0-31   |

1el Yelimay Semipalatinsk abandonó el torneo después del primera partido.

### Asia Oriental
| Equipo 1             | Agr. | Equipo 2         | Ida | Vuelta |
| -------------------- | ---- | ---------------- | --- | ------ |
| Persib Bandung       | 5-2  | Pasay City       | 3-1 | 2-1    |
| Pahang FA            | 2-5  | Ilhwa Chunma     | 2-3 | 0-2    |
| Thai Farmers Bank FC | 7-0  | Club Valencia    | 6-0 | 1-0    |
| Verdy Kawasaki       | 12-1 | Crescent Textile | 9-1 | 3-01   |

1el Crescent Textile abandonó el torneo después del primera partido.

## Cuartos de final

### Asia Occidental
Todos los partidos se jugaron en Riad, Arabia Saudita.
| Club             | J | G | E | P | GF | GC | GD | Pts. |
| ---------------- | - | - | - | - | -- | -- | -- | ---- |
| Al-Nassr         | 3 | 2 | 1 | 0 | 3  | 1  | +2 | 7    |
| Saipa            | 3 | 1 | 2 | 0 | 1  | 0  | +1 | 5    |
| Al-Arabi         | 3 | 0 | 2 | 1 | 3  | 4  | −1 | 2    |
| Köpetdag Aşgabat | 3 | 0 | 1 | 2 | 2  | 4  | −2 | 1    |

| Saipa            | 1–0 | Köpetdag Aşgabat |
| Al-Nasr          | 2–1 | Al-Arabi         |
| Al-Nasr          | 0–0 | Saipa            |
| Köpetdag Aşgabat | 2–2 | Al-Arabi         |
| Saipa            | 0–0 | Al-Arabi         |
| Al-Nasr          | 1–0 | Köpetdag Aşgabat |

### Asia Oriental
Todos los partidos se jugaron en Bandung, Indonesia.
| Club                 | J | G | E | p | GF | GC | GD | Pts. |
| -------------------- | - | - | - | - | -- | -- | -- | ---- |
| Ilhwa Chunma         | 3 | 2 | 1 | 0 | 7  | 3  | +4 | 7    |
| Thai Farmers Bank FC | 3 | 1 | 2 | 0 | 3  | 2  | +1 | 5    |
| Verdy Kawasaki       | 3 | 1 | 1 | 1 | 3  | 3  | 0  | 4    |
| Persib Bandung       | 3 | 0 | 0 | 3 | 5  | 10 | −5 | 0    |

| Ilhwa Chunma      | 1–1 | Thai Farmers Bank |
| Verdy Kawasaki    | 3–2 | Persib Bandung    |
| Persib Bandung    | 2–5 | Ilhwa Chunma      |
| Thai Farmers Bank | 0–0 | Verdy Kawasaki    |
| Ilhwa Chunma      | 1–0 | Verdy Kawasaki    |
| Thai Farmers Bank | 2–1 | Persib Bandung    |

## Semifinales
| Local        | Resultado  | Visita            |
| ------------ | ---------- | ----------------- |
| Ilhwa Chunma | 1-0 (pró.) | Saipa             |
| Al-Nassr     | 1-0        | Thai Farmers Bank |

## Tercer lugar
| Local | Resultado | Visita            |
| ----- | --------- | ----------------- |
| Saipa | 1-2       | Thai Farmers Bank |

## Final
| Local        | Resultado  | Visita   |
| ------------ | ---------- | -------- |
| Ilhwa Chunma | 1-0 (pró.) | Al-Nassr |

| Corea del Sur                    |
| Campeón Ilhwa Chunma 1.er título |